# Philip Leyer
Philip Leyer est un gardien international allemand de rink hockey. Il évolue, en 2015, au sein du RSC Darmstadt.

## Palmarès
En 2015, il participe au championnat du monde de rink hockey en France.